# 멜론
멜론(melon, 문화어: 향참외)은 박과의 한해살이 덩굴식물이다. 북아프리카·중앙아시아·인도 등지를 원산지로 보고 있으나 서아시아에서도 야생종이 재배되므로 정확한 원산지는 알 수 없다.

## 어원
영어 ‘멜론(melon)’은 고프랑스어인 melon에서 왔다. 이는 다시 후기 라틴어인 ‘멜로넴(melonem)’에서 왔는데, 이 때에는 호박속에 속하는 박 등을 부르는 말로 쓰였다. 더 이전 시대의 라틴어로는 ‘멜로페포넴(melopeponem)’이었는데, 이는 고대 그리스어 멜로페폰(μηλοπέπων)에서 왔으며, 이 단어는 ‘사과’를 뜻하는 ‘멜론(μῆλον)’과 ‘익은’을 뜻하는 ‘페폰(πέπων)’이 합쳐진 것이다.

## 특징
기는 줄기는 덩굴손으로 다른 물체를 붙잡아 감고 올라간다. 전체에 거센 털이 있다. 잎이 변해서 된 덩굴손은 꼬불꼬불한 작은 코일처럼 생겼다.
멜론 열매는 둥근 모양이거나 달걀 모양이며, 대개 지름은 30cm 이상이며, 무게는 1 ~ 4kg이다. 열매는 종류에 따라 노란빛이 도는 분홍색, 노란색, 옅은 녹색, 짙은 녹색 등 여러 색깔을 띤다. 과육은 즙이 많고, 녹색·흰색·노란색·오렌지색·분홍색·붉은색을 띤다.

## 종류 및 쓰임새
오늘날 경제적으로 중요한 멜론 종류는 멜론 변종들이며, 캔털루프, 참외, 감로멜론 따위가 대표적이다. 네트멜론으로도 알려진 머스크멜론은 북아메리카에서 널리 재배된다. 이 열매의 껍질은 연노란색을 띠고 부드러우며 그물무늬가 있다. 과육은 녹색이거나 노란빛이 도는 분홍색으로, 맛이 달콤하고 사향 냄새를 풍긴다.
유럽에서 많이 재배하는 캔털루프멜론은 껍질이 사마귀혹처럼 울퉁불퉁하고 녹색을 띤다. 과육은 노란빛을 띤 오렌지색으로 달다. 감로멜론은 초록빛이 도는 흰색을 띠는 매끈한 껍질과 달콤한 녹색 과육이 특징이다.
이 밖에도 여러 멜론 종류가 있다. 카사바멜론은 껍질이 쭈글쭈글하고 세로홈이 있는 머스크멜론 종류도 겨울멜론이라고도 한다. 이스라엘에서 재배하는 오겐멜론은 캔털루프멜론 종류이며, 샤랑테멜론은 머스크멜론 종류이다. 이 밖에 망고멜론, 동양산 피클멜론, 뱀멜론 이 세 종류는 저장식품과 피클을 만드는 데 쓰이며, 널리 재배되진 않는다. 향기로운 관상 품종인 악취 멜론 품종도 있다.
변종 또는 품종에 따라 여러 가지로 불린다.
- 네트멜론
- 머스크멜론
- 참외
- 캔털루프
- 하미과
- 허니듀멜론

## 사진

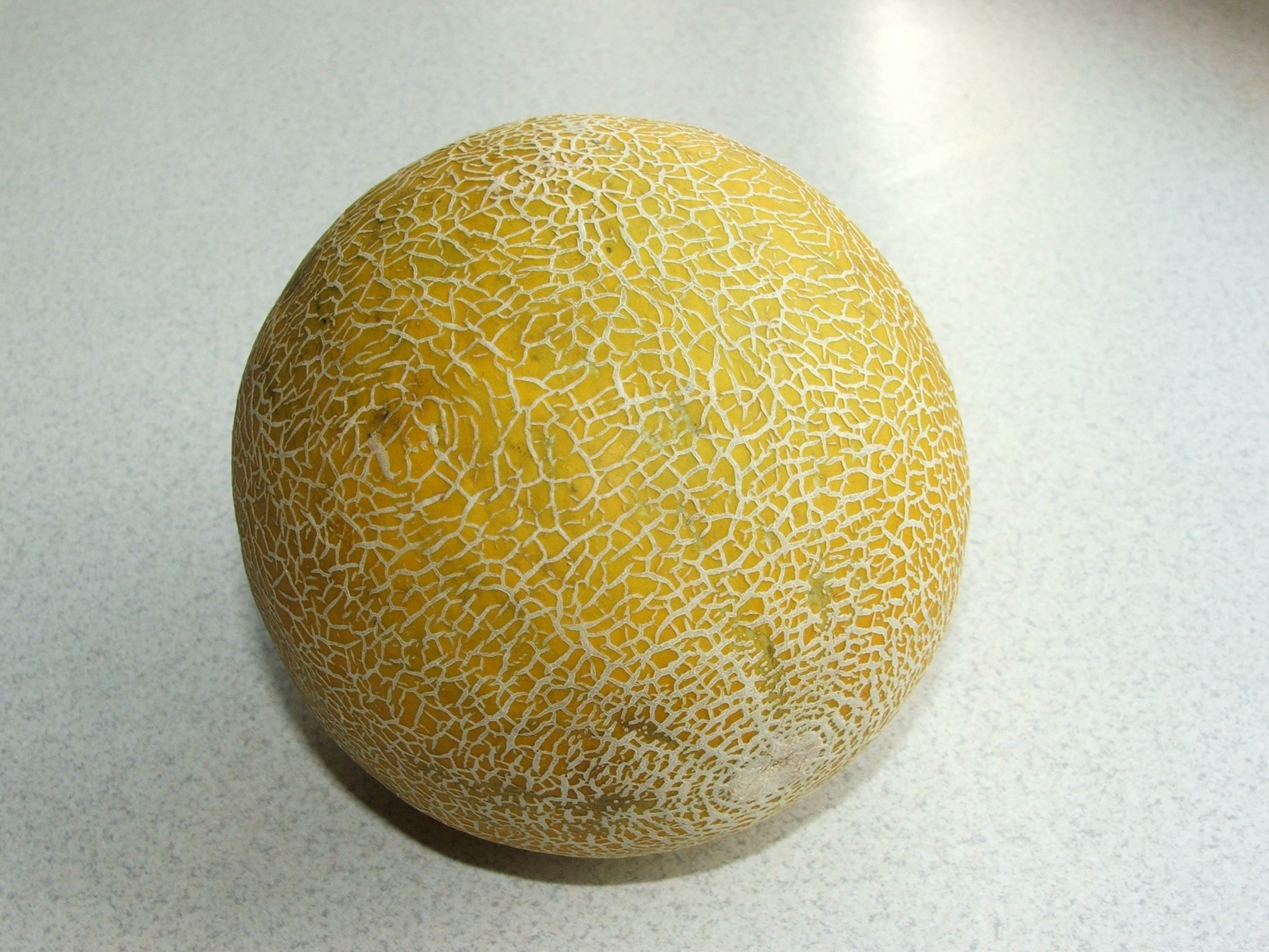
캔털루프 멜론
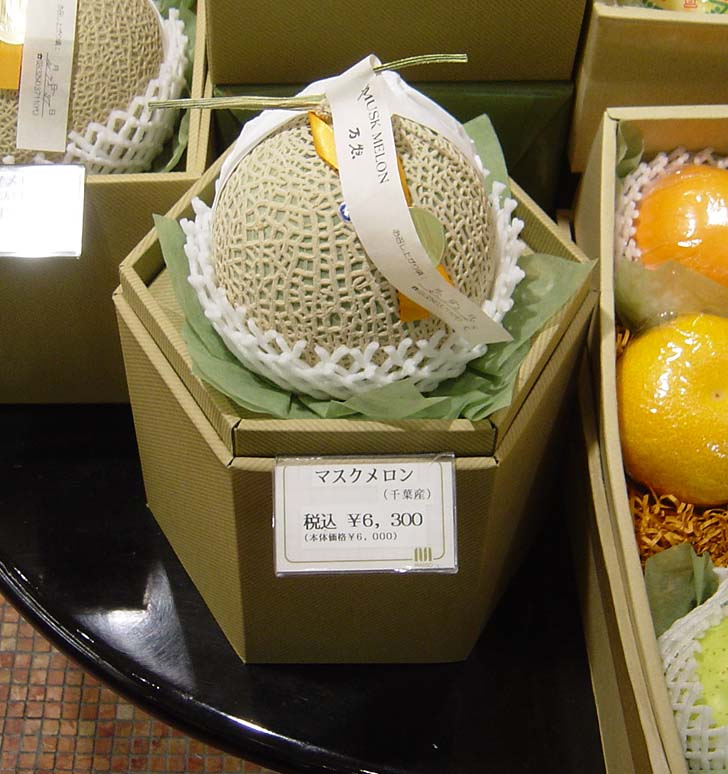
높은 가치를 지닌 선물로 인식되는 일본의 멜론
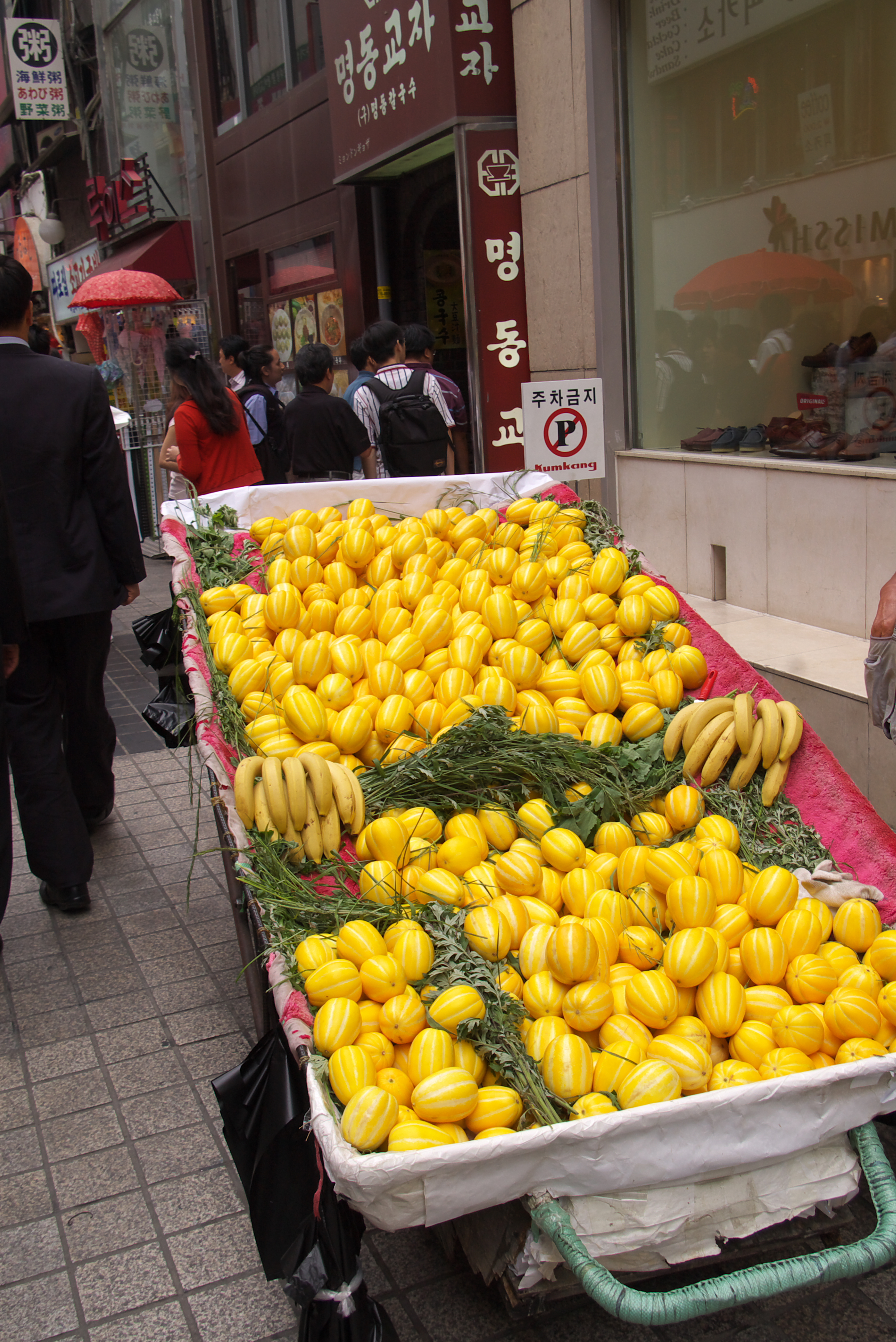
멜론의 변종인 참외(Cucumis melo var. makuwa). 대한민국 서울.

## 같이 보기
- 외 (열매)